# Человек на Луне (фильм, 1999)
«Человек на Луне» (англ. Man on the Moon) — художественный фильм 1999 года, снятый режиссёром Милошем Форманом о жизни комика Энди Кауфмана, роль которого исполняет Джим Керри. Название фильму дала песня группы R.E.M. «Man on the Moon», посвящённая Кауфману.
История прослеживает путь Кауфмана от детства до комедийных клубов и выступлений на телевидении, которые сделали его знаменитым. Особое внимание в фильме уделяется различным внутренним шуткам, аферам, розыгрышам и случаям, которыми прославился Кауфман, в частности, его многолетней «вражде» с рестлером Джерри «Королем» Лоулером и его исполнению роли безвкусного клубного певца Тони Клифтона.
Хотя фильм не имел коммерческого успеха и получил смешанные отзывы, Кэрри получил признание критиков за свою игру и выиграл «Золотой глобус», второй подряд после награды за «Шоу Трумана».

## Сюжет
Энди Кауфман — артист, выступающий в ночных клубах, который терпит неудачу, потому что, хотя зрители хотят комедии, он поёт детские песни и отказывается рассказывать обычные шутки. Когда зрители начинают верить, что у Кауфмана нет настоящего таланта, его прежде робкий персонаж «иностранец» надевает пиджак со стразами и точно пародирует Элвиса. Зрители взрываются аплодисментами, понимая, что Кауфман их обманул.
Кауфман привлекает внимание агента по поиску талантов Джорджа Шапиро, который записывает его в свои клиенты и тут же снимает его в сериале «Такси», к большому огорчению Кауфмана, который не любил ситкомы. Из-за денег, известности и обещания, что он сможет сделать свой собственный телевизионный стендап, Кауфман соглашается на роль, превратив своего «иностранца» в механика по имени Латка Гравас. Втайне он ненавидит это шоу и выражает желание уйти.
Приглашённый в ночной клуб, Шапиро становится свидетелем выступления грубого, крикливого певца Тони Клифтона, которого Кауфман хочет пригласить на роль гостя в «Такси». За кулисами, при личной встрече с Шапиро, Клифтон снимает солнцезащитные очки и показывает, что на самом деле он — Кауфман. Клифтон — это «персонаж-злодей», созданный Кауфманом и его творческим партнером Бобом Змудой.
Известность Кауфмана растёт с появлением в шоу Saturday Night Live, но у него возникают проблемы со славой. Когда он выступает вживую, зрителям не нравится его странный антиюмор, и они требуют, чтобы он выступал как Латка. На одном из выступлений он намеренно раздражает публику, читая «Великого Гэтсби» вслух от начала до конца. Кауфман появляется на съёмках «Такси» в образе Клифтона и продолжает устраивать хаос, пока его не удаляют со съёмочной площадки. Он рассказывает Шапиро, что никогда не знает, как именно развлечь публику, «кроме как инсценировать собственную смерть или поджечь театр».
Кауфман решает стать рестлером — но чтобы подчеркнуть «злодейский» образ, он будет бороться только с женщинами (нанятыми актрисами), а после победы ругать их, объявляя себя «чемпионом по межгендерному рестлингу». Он влюбился в одну из женщин, с которой боролся, Линн Маргулис, и у них завязываются романтические отношения. Его профессиональные проблемы усугубляются, когда во время выступления в прямом эфире комедийного шоу ABC «Пятницы» Кауфман отказывается произносить свои реплики.
Кауфман публично враждует с Джерри Лоулером, звездой рестлинга, который вызывает его на «настоящий матч по рестлингу», который Кауфман принимает. Лоулер легко одолевает Кауфмана и, похоже, наносит ему серьёзные травмы. Лоулер и раненый Кауфман (в шейном корсете) появляются в программе «Поздняя ночь с Дэвидом Леттерманом» на канале NBC, якобы для того, чтобы заключить перемирие, но вместо этого вражда обостряется, и они обмениваются оскорблениями. Лоулер бьёт Кауфмана, тот произносит злобную тираду ругательств и бросает в Лоулера кофе.
Кауфман расплачивается за это, когда его исключают из SNL по результатам голосования зрителей, которым надоели его выходки на ринге. Шапиро советует Кауфману и Лоулеру, которые на самом деле являются лучшими друзьями и разыграли всю эту вражду в шутку, что, по его мнению, они никогда больше не должны работать вместе. Позже Шапиро звонит Кауфману и сообщает, что «Такси» отменено. Шапиро в отчаянии, но Кауфман ничуть не обеспокоен.
После выступления в комедийном клубе Кауфман звонит Линн, Змуде и Шапиро и сообщает, что у него диагностирована редкая форма рака лёгких и он может скоро умереть. Поначалу они не верят в это, думая, что это очередная шутка Кауфмана, а Змуда считает, что инсценировка смерти была бы отличным розыгрышем. Когда жить остаётся совсем немного, Кауфман договаривается о выступлении в «Карнеги-холле», месте, о котором он мечтал. Выступление проходит с незабываемым успехом, кульминацией которого становится то, что Кауфман приглашает всю аудиторию на молоко и печенье. Когда его здоровье стремительно ухудшается, отчаявшийся Кауфман отправляется на Филиппины в поисках медицинского чуда с помощью хилеров, но обнаруживает, что это обман, и смеётся над иронией судьбы. Вскоре после этого он умирает. На похоронах Кауфмана друзья и близкие поют песню «Этот дружелюбный мир» с видеозаписью Кауфмана. Год спустя, в 1985 году, Тони Клифтон появляется на трибьюте Кауфмана на главной сцене The Comedy Store, исполняя песню «I Will Survive». Змуда наблюдает за происходящим в зале.

## Актёрский состав
- Джим Керри — Энди Кауфман
- Кортни Лав — Линн
- Дэнни Де Вито — Джордж Шапиро
- Пол Джаматти — Боб Змуда
- Джерри Беккер — Стэнли Кауфман (отец)
- Лесли Лайлз — Дженис Кауфман (мать)
- Майкл Келли — Майкл Кауфман
- Дорис Итон Трэвис — Элинор Гулд

Несколько членов оригинального актёрского состава «Такси», включая Мэрилу Хеннер, Джадда Хирша, Кристофера Ллойда, Кэрол Кейн и Джеффа Конауэйя, снялись в эпизодах, играя самих себя.
На роль Энди Кауфмана прослушивались Кевин Спейси, Эдвард Нортон, Джон Кьюсак и Хэнк Азария. На роль Лоулера рассматривался рестлер WCW Гленн Гилберти, более известный поклонникам рестлинга как Диско Инферно.

## Награды и номинации
- 2000 — приз «Серебряный медведь» Берлинского кинофестиваля за лучшую режиссуру (Милош Форман), а также номинация на «Золотой медведь»
- 2000 — премия «Золотой глобус» за лучшую мужскую роль — комедия или мюзикл (Джим Керри), а также номинация за лучший фильм — комедия или мюзикл
- 2000 — номинация на премию «Спутник» за лучшую мужскую роль — комедия или мюзикл (Джим Керри)
- 2000 — номинация на премию Гильдии киноактёров США за лучшую мужскую роль (Джим Керри)
- 2000 — номинация на премию канала MTV за лучшую мужскую роль (Джим Керри)
- 2000 — номинация на премию «Грэмми» за лучшую песню к кинофильму (Питер Бак, Майк Миллз, Майкл Стайп за песню «The Great Beyond»)

## Производство
Фильм «Человек на Луне» снимался в Лос-Анджелесе зимой 1998 года. Съемки фильма примечательны тем, что Кэрри играл по жесткому Методу, оставаясь в образе Кауфмана как на съемочной площадке, так и за её пределами в течение всего времени съемок. Приверженность Кэрри к роли доходила до того, что у него появлялись несценарные тики и привычки, которые ранее были характерны для самого Кауфмана. Среди других примеров Кортни Лав отметила, как Кэрри набивал свою одежду сыром «Лимбургер» на съемочной площадке, когда играл персонажа Кауфмана Тони Клифтона в фильме, что Кауфман делал в своих собственных представлениях этого персонажа.

## Саундтрек
Саундтрек к фильму состоит из 15 песен, 8 из которых написаны группой R.E.M. Его продюсерами были Пэт Маккарти и R.E.M. Песня «Man on the Moon» также входит в него.

## Оценки
На сайте-агрегаторе рецензий Rotten Tomatoes фильм получил рейтинг одобрения 64 % на основе 121 рецензии со средней оценкой 6,2/10. Консенсус критиков сайта гласит: «Джим Кэрри до жути точно изображает Энди Кауфмана, что помогает поднять „Человека на Луне“ над шаблонными клише биографических фильмов». Metacritic, который использует средневзвешенную оценку, поставил фильму 58 баллов из 100, основываясь на данных 34 критиков, что означает «смешанные или средние отзывы».